# وحید جلیلوند
وحید جلیلوند (زاده ۲۱ اسفند ۱۳۵۴) کارگردان، فیلم‌نامه‌نویس و تدوینگر سینما، صداپیشه و هنرپیشه اهل ایران است.

## زندگی و فعالیت هنری
وحید جلیلوند در ۲۱ اسفند سال ۱۳۵۴ در شهر تهران متولد شد. او فارغ‌التحصیل رشته کارگردانی تئاتر از دانشگاه تهران است. و فعالیت هنری خود را از ۱۵ سالگی با بازی در تئاتر آغاز کرد و با گویندگی، تدوین و کارگردانی در رادیو و تلویزیون ادامه داد. جلیلوند در سال ۱۳۸۲ به دلیل نقدهای تند اجتماعی و سیاسی در برنامه‌های زنده رادیو، ممنوع الکار شد. او همچنین فعالیتش را در تلویزیون رسمی ایران از سال ۱۳۷۴ با تدوینگری آغاز کرد و سپس به کارگردانی و ساخت مستند پرداخت. وحید جلیلوند تاکنون بیش از ۳۰ مستند ساخته‌است.
اولین نقش آفرینی جدی او در تلویزیون در مقام بازیگر در سال ۱۳۸۸ و بازی در سریال نردبام آسمان به کارگردانی محمدحسین لطیفی، در نقش غیاث‌الدین جمشید کاشانی، ستاره‌شناس و ریاضی‌دان شهیر ایرانی است. او در این سال در فیلم زمهریر به کارگردانی علی روئین‌تن بازی کرد که پس از نمایش در جشنواره فیلم فجر توقیف شده و تاکنون موفق به اکران نشده‌است.
وحید جلیلوند مستند ساختارشکنانه «چهل دقیقه بدون قضاوت» را در سال ۱۳۹۰ طراحی و کارگردانی کرد که به بررسی معضلات اجتماعی جامعه می‌پرداخت. این مستند پس از پخش چند قسمت، متوقف شد.
جلیلوند به مدت بیست سال نوازنده و معلم دف بوده و سه تار نیز می‌نوازد. او در توصیف ویژگی‌های اخلاقی خود در مصاحبه با شبکه خبری هافینگتن پست خود را صادق و تلخ توصیف می‌کند.
نقطه عطف کارنامه هنری وحید جلیلوند کارگردانی نخستین فیلم سینمایی بلند او در سال ۱۳۹۳ به نام چهارشنبه ۱۹ اردیبهشت است که در سی و سومین جشنواره فیلم فجر به نمایش درآمد و در بخش نگاه نو، سیمرغ بلورین بهترین فیلم و بهترین کارگردانی را تصاحب کرد. این فیلم موفقیت‌های داخلی و بین‌المللی متعددی را کسب نمود که می‌توان به جایزه خلاقیت و استعداد درخشان انجمن منتقدان و نویسندگان سینمایی ایران، جایزه فیپرشی منتقدین از هفتاد و دومین دوره جشنواره فیلم ونیز، جایزه بهترین فیلم جشنواره بین المذاهب ایتالیا، جایزه پنگوئن طلایی جشنواره فیلم ایسلند، و جایزه ویژه هیئت داوران جشنواره وزول فرانسه اشاره نمود. جلیلوند در توصیف این فیلم گفته‌است: «این فیلم ادای احترامی است به واژه جوانمردی. واژه‌ای که مردم ایران احترام بسیاری برای آن قائلند… من در کشوری زندگی می‌کنم که خداوند نعمت‌های فراوانی به آن عطا کرده‌است ولی افسوس که بسیاری از مردم کشورم از آن سهمی ندارند. فیلم چهارشنبه ۱۹ اردیبهشت نقدی بر جامعه و شیوه اداره آن است.»

## جوایز
بدون تاریخ بدون امضا
- برنده شیر نقره‌ای بهترین کارگردانی بخش افق‌های جشنواره فیلم ونیز/ ایتالیا برای فیلم بدون تاریخ بدون امضا[۲۳][۲۴][۲۵]
- برنده سیمرغ بلورین بهترین کارگردانی سی و پنجمین جشنواره فجر برای فیلم بدون تاریخ بدون امضا[۲۶]
- برنده جایزه هوگو طلایی بهترین فیلم جشنواره فیلم شیکاگو/ آمریکا برای فیلم بدون تاریخ بدون امضا[۲۷][۲۸]
- برنده جایزه بهترین فیلمنامه جشنواره فیلم استکهلم/ سوئد برای فیلم بدون تاریخ بدون امضا[۲۹]
- برنده جایزه سیلور الکساندر جشنواره فیلم تسالونیکی/ یونان برای فیلم بدون تاریخ بدون امضا[۳۰][۳۱][۳۲]
- برنده جایزه منتقدان بین‌المللی جشنواره فیلم تسالونیکی/ یونان برای فیلم بدون تاریخ بدون امضا[۳۳][۳۴]
- برنده جایزه بهترین کارگردانی جشنواره فیلم تارکوفسکی/ روسیه برای فیلم بدون تاریخ بدون امضا[۳۵]
- برنده جایزه بهترین فیلم جشنواره فیلم لاس‌پالماس/اسپانیا برای فیلم بدون تاریخ بدون امضا[۳۶][۳۷]
- برنده جایزه منتقدان بین‌المللی جشنواره فیلم براتیسلاوا/ اسلواکی برای فیلم بدون تاریخ بدون امضا[۳۸][۳۹]
- برنده جایزه بهترین فیلم جشنواره فیلم بروکسل/بلژیک برای فیلم بدون تاریخ بدون امضا[۴۰][۴۱]
- برنده جایزه بهترین کارگردانی جشنواره فیلم شید/آمریکا برای فیلم بدون تاریخ بدون امضا[۴۲]
- برنده جایزه ویژه هیئت‌داوران جشنواره فیلم سینه ایران/آمریکا برای فیلم بدون تاریخ بدون امضا[۴۳]
- برنده جایزه بهترین کارگردانی جشنواره فیلم بلگراد/ صربستان برای فیلم بدون تاریخ بدون امضا[۴۴]
- برنده جایزه بهترین کارگردانی جشن خانه سینما برای فیلم بدون تاریخ بدون امضا[۴۵][۴۶]
- برنده جایزه بهترین فیلمنامه جشن خانه سینما برای فیلم بدون تاریخ بدون امضا[۴۷]
- برنده جایزه بهترین فیلم داستانی جشنواره فیلم بانکوک/ تایلند برای فیلم بدون تاریخ بدون امضا[۴۸][۴۹]
- برنده جایزه ویژه هیئت‌داوران جشنواره فیلم اسکوپ/ مقدونیه برای فیلم بدون تاریخ بدون امضا
- برنده جایزه بهترین فیلم آکادمی سینما سینما برای فیلم بدون تاریخ بدون امضا[۵۰]
- برنده جایزه بهترین فیلمنامه آکادمی سینما سینما برای فیلم بدون تاریخ بدون امضا[۵۱]

چهارشنبه ۱۹ اردیبهشت
- برنده سیمرغ بلورین بهترین کارگردانی فیلم اول از جشنواره فیلم فجر برای فیلم چهارشنبه ۱۹ اردیبهشت[۵۲][۵۳]
- برنده جایزه منتقدان بین‌المللی جشنواره فیلم ونیز/ ایتالیا برای فیلم چهارشنبه ۱۹ اردیبهشت[۳۹][۵۴][۵۵]
- برنده جایزه بهترین کارگردانی از جشنواره فیلم وزول/ فرانسه برای فیلم چهارشنبه ۱۹ اردیبهشت[۲۰]
- برنده جایزه ویژه هیئت‌داوران از جشنواره فیلم برکشایر/ انگلیس برای فیلم چهارشنبه ۱۹ اردیبهشت[۵۶]
- برنده جایزه بهترین کارگردانی اینتر فیلم/ ایتالیا برای فیلم چهارشنبه ۱۹ اردیبهشت[۵۷]
- برنده جایزه بهترین فیلم جشنواره ریکاویک/ ایسلند برای فیلم چهارشنبه ۱۹ اردیبهشت[۵۳][۵۸]
- برنده جایزه ویژه هیئت داوران از جشنواره فیلم براتیسلاوا/ اسلوواکی برای فیلم چهارشنبه ۱۹ اردیبهشت[۵۹][۶۰][۶۱]
- برنده جایزه بهترین کارگردانی فیلم اول از جشن منتقدان و نویسندگان سینمای ایران برای فیلم چهارشنبه ۱۹ اردیبهشت[۶۲]
- برنده جایزه بهترین کارگردانی از جشنواره فیلم شهر برای فیلم چهارشنبه ۱۹ اردیبهشت[۶۳]
- برنده جایزه بهترین فیلم جشنواره بین المذاهب/ ایتالیا برای فیلم چهارشنبه ۱۹ اردیبهشت[۵۳]

## کارنامه هنری

### فیلمهای سینمایی
| سال  | عنوان                  | کارگردان | نویسنده | تدوینگر | بازیگر |
| ---- | ---------------------- | -------- | ------- | ------- | ------ |
| ۱۳۸۸ | زمهریر                 | نه       | نه      | نه      | آری    |
| ۱۳۹۳ | چهارشنبه ۱۹ اردیبهشت   | آری      | آری     | آری     | آری    |
| ۱۳۹۵ | بدون تاریخ، بدون امضاء | آری      | آری     | آری     | نه     |
| ۱۴۰۱ | شب، داخلی، دیوار       | آری      | آری     | آری     | نه     |

### سریالهای تلویزیونی
| نام سریال    | سمت              | سال ساخت |
| ------------ | ---------------- | -------- |
| دام اعتیاد   | بازیگر           | ۱۳۷۳     |
| نردبام آسمان | بازیگر           | ۱۳۸۸     |
| قلب یخی      | کارگردان یونیت ۲ | ۱۳۹۱     |
| یادآوری      | بازیگر           | ۱۳۹۲     |

### فیلمهای مستند
| نام مستند             | سمت                | سال ساخت | توضیحات |
| --------------------- | ------------------ | -------- | ------- |
| دست خالق صنعت         | کارگردان           | ۱۳۷۹     | ۱۳ قسمت |
| پیکره                 | کارگردان و تدوینگر | ۱۳۸۰     |         |
| شهر مشاهیر            | تهیه‌کننده          | ۱۳۸۱     |         |
| دبی ۷۲ ساعت           | کارگردان و تدوینگر | ۱۳۸۲     |         |
| نوستراک               | کارگردان و تدوینگر | ۱۳۸۳     |         |
| کریدور شمال جنوب      | کارگردان و تدوینگر | ۱۳۸۳     |         |
| چشمی از عشق           | کارگردان و تدوینگر | ۱۳۸۴     | ۸ قسمت  |
| می‌نگریست سپیده‌دمان را | کارگردان و تدوینگر | ۱۳۸۵     |         |
| کرشمه خورشید          | کارگردان و تدوینگر | ۱۳۸۷     |         |
| ساده مثل یک پدر       | کارگردان           | ۱۳۸۹     |         |
| تهران دوستت دارم      | کارگردان           | ۱۳۹۰     |         |
| من سبز می‌شوم          | کارگردان           | ۱۳۹۲     |         |
| زنجیره امید           | کارگردان           | ۱۳۹۲     |         |
| شهر از یاد رفته       | کارگردان و تدوینگر | ۱۳۹۷     |         |